# Brinckochrysa amseli
Brinckochrysa amseli is een insect uit de familie van de gaasvliegen (Chrysopidae), die tot de orde netvleugeligen (Neuroptera) behoort. 
Brinckochrysa amseli is voor het eerst wetenschappelijk beschreven door Hölzel in 1967.